# Ravarino
(Vinicio Capossela, Che coss'è l'amor, 1994)
Ravarino (Ravarèin in dialetto modenese) è un comune italiano di 6 333 abitanti della provincia di Modena in Emilia-Romagna, situato a nord-est del capoluogo nelle campagne che si estendono fino all'argine destro del fiume Panaro. Fa parte dell'Unione del Sorbara.
Si tratta del primo comune modenese in linea d’aria appena dopo la provincia di Bologna, a 6 chilometri da Crevalcore, ovvero l’ultimo comune della Pianura ovest della città metropolitana di Bologna.

## Toponimo
Il nome Ravarino si ritiene sia stato dato in periodo tardoimperiale, ed è di etimologia incerta: potrebbe infatti derivare dalla parola latina rapa che descrive il vegetale tipico coltivato nel territorio, oppure da rava che significa "burrone" o "fanghiglia". Quest'ultima potrebbe essere la più verosimile perché in altri comuni limitrofi i Romani operarono azioni di bonifica dalle paludi e quindi la fanghiglia potrebbe riferirsi a quella caratteristica del territorio. Studiosi come il Tiraboschi e lo Spinelli farebbero risalire il toponimo “Ravarino” a “Rovaria” da “Arripalis”, toponimo legato al Castello di Arripale, ove abbondavano le “roveri” (ossia le querce).

## Geografia fisica
Il territorio di Ravarino appartiene alla pianura modenese. Il capoluogo è situato a circa 20 chilometri a nord-ovest da Modena, lungo la Strade provinciali della provincia di Modena SP 1 Sorbarese.
Il clima è il tipico clima temperato continentale della pianura padana e delle medie latitudini, con inverno moderatamente rigido, con poche precipitazioni e con frequenti giornate di nebbia; mentre l'estate è calda ed afosa, specialmente nei mesi di luglio e agosto, con temperature che possono salire oltre i 35°C e con precipitazioni a carattere temporalesco. La primavera e l'autunno sono generalmente piovosi e umidi, con clima più mite.
“Difficile è descrivere le memorie storiche di Ravarino e del suo territorio, non essendo in esso accaduti fatti memorabili o di qualche risonanza, non essendovi più edifici antichi, essendo fortemente lacunosa la documentazione scritta”
Il territorio di Ravarino reca tracce archeologiche che testimoniano insediamenti umani fin dall'età preistorica, più significativi in età romana, quando vennero bonificate gran parte delle paludi esistenti. Di particolare interesse storico è un cippo romano di età augustea ed il quadrilatero di Castel Crescente.

### Periodo medievale
Il primo documento scritto in cui compare ufficialmente il nome di Ravarino è una pergamena dell'abbazia di Nonantola datata 27 marzo 1002. Nel documento l'abate Rodolfo affitta ad un tale Albrico del fu Gisone da Sala, terreni “et in loco Ravarino” per un canone annuo di “quattro denari lucchesi buoni e spendibili”
Fino al secolo XIII il toponimo Ravarino si mescola assieme a quelli di "Borgo Franco" e, soprattutto, "Orto Vecchio", con il quale ultimo Ravarino risulta costituito in Comune insieme a Castel Crescente, come da diversi atti dell'Antico Memoriale Notarile di Modena. “Ortovecchio”, derivato da “Curte vecla” doveva essere una località a settentrione del Panaro meridionale, citata anche in un documento di Nonantola datato 21 febbraio 1030, nel quale l’abate Rodolfo concede in affitto a Pietro della fu Giselberga e ad altri, fra altri appezzamenti: una pecia de terra cum frascariom, que rejacet in loco qui vocatur Orto veclo. Coerit ei in circuitu da mane tenente Joannes presbiter qui vocatur de basilica de Curte vecla, cum suis consortis, da meridie flumen quod vocatur Panario, ecc. 
Il toponimo Ortovecchio o Orto Vecchi comparirà fino all’anno 1511, in cui viene citato per l'ultima volta in un contratto nel quale il conte Gianfilippo Sertorio si dichiara “Rector ecclesiae S. Johannis de Orto veteri de Ravarino”.
Il 21 settembre 1310, in un periodo di continui e gravi guerre tra Modena e Bologna, l'assemblea popolare si riunisce e decreta la sottomissione di Ravarino al Comune di Bologna, la cui giurisdizione però risulta già cessata nel 1316. Il 23 aprile 1333 il territorio comunale viene dichiarato feudo nobile, con il nome di Contea di Borgo Franco e di Castel Crescente, e re Giovanni I di Boemia, reggente l'impero per il figlio Carlo lV lo conferisce al suo medico personale, il famoso modenese Pietro Della Rocca. Nel documento imperiale abbiamo infatti la dicitura “locum qui dicitur Castel Crescente et locum qui dicitur Burgos Francus positos in territorio mutinensi … et cum fondo aque Panarii a loco videlicet dicto Volta Salara et per valles usque in fudum canalis Navigli” ovvero “il luogo che è detto Castel Crescente e il luogo che è detto Borgo Franco posti nel territorio modenese … e col fondo dell’acqua del Panaro dal luogo cioè detto Volta Salara e per il letto fino alla foce del canale Naviglio”. Tale avvenimento da contributo alla formazione della situazione topografica ravarinese ovvero della deviazione del fiume Panaro “voltato a Solara”. 

### Signoria dei Rangoni
La storia di Ravarino si intreccia nei secoli con quella della famiglia Rangoni, uno dei più potenti casati del modenese che già dal 1321 inizia ad acquistare proprietà nel territorio. Nei documenti dell'Archivio di Stato di Modena troviamo che tale Pietro della Rocca cedeva il feudo ai Rangoni che si trasferiscono da Modena a Ravarino e cercano di dare alla loro abitazione in loco un carattere militare e signorile.
Il 12 settembre 1445 il marchese di Ferrara ordina al podestà di Finale Emilia di recarsi a Ravarino “ad omnem requisitionem Gerardi Rangoni visurus illud fortilicium quod illic fabricatur” ("a vedere per ogni informazione quel fortilizio di Gherardo Rangoni che si sta qui fabbricando"), mentre il 9 settembre 1453 Niccolò Maria Rangoni ottiene dal duca Borso d'Este, vicario imperiale, l'investitura a conte di Ravarino e Castel Crescente.
Il primo documento ufficiale che possediamo prodotto dal Comune di Ravarino è di questo periodo. Data 31 agosto 1462, ed è un documento purtroppo mutilo e destinato al Duca Borso D’Este, in cui si fa riferimento ad un certo “homo diabolicus” che andava terrorizzando il territorio.
Ravarino diventa ufficialmente una contea retta dai Rangoni e tra i loro discendenti si segnala il condottiero Ercole (... – Modena, 27 maggio 1572). Il casato reggerà il territorio nella forma di governo mediato, cioè quasi stato autonomo nel Ducato estense, sino alla soppressione dei feudi, avvenuta nel settembre 1796.
Le testimonianze documentarie degli anni tra 1500 e 1600 raccontano di una situazione difficile in continua apprensione per furti, saccheggi e rapine da parte delle soldatesche dei territori confinanti, come nonantolani e soprattutto bolognesi a cui si aggiungeva la durezza dei Rangoni tanto che in un documento datato 1602 i rappresentanti del comune di Ravarino chiedono ai Rangoni stessi “la correzione di alcune gride che imponevano condizioni ritenute troppo gravi ed i conti concedono quanto richiesto, ripubblicandone varie con relative correzioni”
Ma sotto il loro governo il territorio è anche caratterizzato dalla costruzione di numerosi palazzi e chiese, tra le quali si segnala il santuario e chiesa parrocchiale di Stuffione. Di particolare interesse è stato il Castello o Palazzo Rangoni già esistente nel 1445 ed andato completamente distrutto nella guerra del 1643 ed immortalato nella pala d'altare un tempo all'oratorio di San Rocco. 
Da segnalare che sono ascrivibili all'anno 1565 i primi documenti dell'archivio parrocchiale. Il primo parroco "Rector ecclesiae S. Joannis de Orto veteri de Raverino" fu don Ercole Vaccari (1550-1624), ravarinese. Vaccari fu poi arciprete di Nonantola, e nel 1619 nominato vescovo di Rossano calabro. Istituito cardinale, morì recandosi a Roma prima di ricevere la sacra porpora sotto Urbano VIII.

### Pestilenza del 1630
Nel 1630 Ravarino fu colpita dalla celebre Peste del 1630 (di manzoniana memoria). Dai registri parrocchiali risultano decedute oltre 300 persone (un quarto della popolazione). In quella occasione i rappresentanti della comunità decisero di far edificare un oratorio dedicato a San Rocco, in gran parte sovvenzionato dal nobile ed erudito Fortunato Cavazzoni Pederzini, che ivi volle essere sepolto. Il morbo sconvolse profondamente la vita cittadina tanto che si tornò alla normalità solo due anni dopo, nel 1632.

### Guerra di Castro
Come non bastasse la pestilenza, il fatto bellico più memorabile accadde il 22 novembre 1643, nel contesto della guerra di Castro che vedeva contrapposto lo Stato della Chiesa contrapposto ai Ducati di Modena e Parma, Granducato di Toscana e Repubblica di Venezia e le truppe papaline del cardinale Antonio Barberini. Queste ultime rasero al suolo il paese ed asportarono le campane delle chiese di Ravarino e di Stuffione per portarle a Bologna, dove vennero suonate in Piazza Maggiore.
In questo periodo vennero distrutti il castello, il palazzo comunale e gran parte delle mura. Qualche rudere è emerso durante gli scavi del 1948 per le fondamenta della prima casa popolare, per l’esattezza “poderosi muri dello spessore di oltre un metro”.
Durante il secolo XVIII le fonti parlano di successivi rimaneggiamenti dei confini del territorio ravarinense in modo particolare circa le strade attorno al torrente Muzza, a seguito dei continui litigi con i bolognesi. Degna di nota di questi anni, per la precisione del 1749, la creazione di una scuola, funzionante in una canonica o in una casa privata, mentre è del 4 gennaio 1766 la decisione del consiglio comunale di "erigere una scuola pubblica".

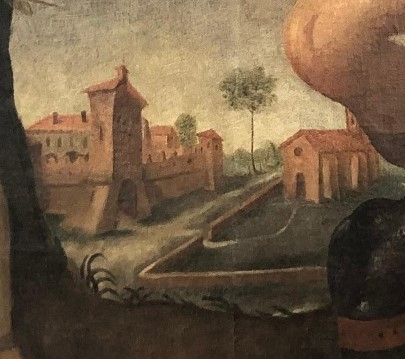
Particolare di Ravarino con castello e mura nella pala dell'Oratorio di San Rocco

### Dall’età napoleonica all’unità d’Italia
Nel periodo napoleonico il Comune di Ravarino è soppresso e ridotto a sezione o aggregato del Comune di Crevalcore, nel 1804, mentre dal 1810 è aggregato a Nonantola. Riacquisterà autonomia solo all'unità d'Italia. La prima testimonianza si ha in data 20 novembre 1859, allorché viene "saldata una fattura della tipografia Cappelli per la composizione carta e stampa di n. 400 biglietti per le elezioni comunali e n. 200 liste o schede per le nomine". Il primo sindaco di Ravarino fu Luigi Gelati e sia a Ravarino che a Stuffione vi era un maestro elementare 'stipendiato dal Comune'. All'inizio del 1860 vi si stanziò la Guardia Nazionale e un corpo di bersaglieri

### I Cavazzoni Pederzini
Grande influsso non solo in Ravarino ebbe, tra '800 e '900, la famiglia Cavazzoni Pederzini, della quale si ricorda Fortunato Cavazzoni Pederzini figlio di Andrea (1799-1864), erudito, letterato e bibliofilo. Autore di svariati testi a carattere erudito, contribuì a costruire e ad accrescere progressivamente la biblioteca di famiglia costruendo anche un fondo librario prezioso destinato ad ampio pubblico, per farne un “gabinetto di lettura” ovvero una biblioteca circolante che consentisse, grazie al versamento di una piccola quota, di avere in prestito le ultime novità librarie, cercando di rispondere all’accresciuto desiderio di lettura che si scontrava spesso con i prezzi ancora elevati dei libri in commercio. Degno di nota fu anche Cesare Cavazzoni Pederzini, figlio di Romualdo che prima di morire, nel 1838, istituì l'Opera Pia Cavazzoni Pederzini di beneficenza a favore dei poveri di Ravarino.
La preziosa biblioteca e l’archivio familiare dei Cavazzoni Pederzini pervenne al Comune tramite donazione degli eredi tra il 2003, il 2008 e il 2011. 

### XX secolo
Nei primissimi anni del secolo fu fondata, tra le località Luberso e La Macchina, una cooperativa di consumo, mentre nella località Rami venne fondata una cooperativa di "birocciai".
Con il Primo conflitto mondiale perdettero la vita ben 121 ravarinesi (dei quali 48 caduti nei campi di battaglia); 28 ravarinesi e 32 stuffionesi parteciparono alla Marcia su Roma e, nel gennaio 1921, a Ravarino sorse la prima sezione del Partito Comunista Italiano, fondata da Gaetano Po, insieme con Armando Solieri, Gherardo Guerzoni, Gino Gardosi, Elio Cavani ed Ettore Casalini. Dal 1921 al 1950, nel periodo primaverile, a Ravarino era solita la tradizionale "veglia rossa" che, tra il '21 e il '29 fu aspramente combattuta dal regime fascista.
Il 16 agosto 1944 i fascisti della Brigata Nera fucilarono davanti al municipio 5 uomini sospettati di appartenere alla Resistenza locale. Di questi solamente due erano effettivamente partigiani.
Anche Ravarino fu colpita duramente dai bombardamenti del Secondo conflitto mondiale: il 25 novembre 1944 aerei americani bombardarono un palazzo settecentesco dei Cavazzoni Pederzini e la vecchia stazione ferroviaria (a Ravarino faceva sosta il treno della vecchia linea della ferrovia Ferrara-Modena) che venne rasa completamente al suolo.

### XXI secolo
I terremoti dell'Emilia del 2012 hanno coinvolto anche Ravarino, causando vari danni e lesioni soprattutto ad abitazioni meno recenti, alle chiese e a strutture agricole.

### Simboli
Lo stemma comunale è stato concesso con Regio decreto del 9 novembre 1933.
(R.D. 9.11.1933)

## Monumenti e luoghi d'interesse

### Architetture religiose
Sul territorio di Ravarino sono esistite diverse chiese. La prima, dedicata a S. Damiano è nominata in un Sinodo Nonantolano del 1101 ed oggi scomparsa, mentre una seconda della di "Abrenunzio" ed anch'essa scomparsa, era in località a sud-est di Stuffione, così come diversi oratori, uno tra cui dedicato a Santa Giustina. La diocesi di pertinenza è l' Arcidiocesi di Modena-Nonantola, in particolare la zona pastorale della Bassa, Vicariato di Nonantola-Campogalliano-Soliera.
Chiesa di San Giovanni Battista (Ravarino)

Chiesa parrocchiale di San Giovanni Battista (Ravarino)

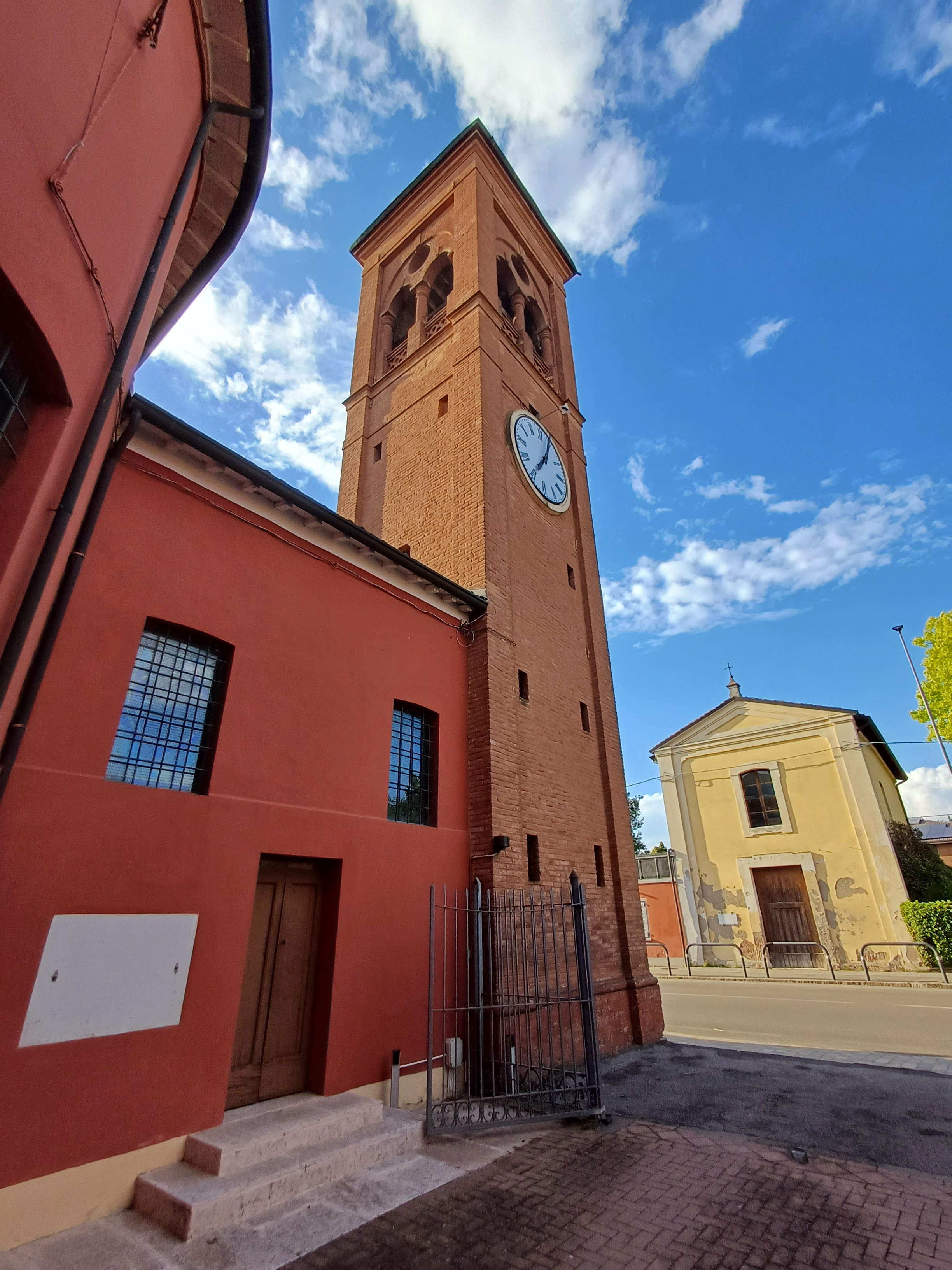
Campanile della chiesa parrocchiale di Ravarino, con lapide a Guido Rangoni e l'oratorio di San Rocco

Nel 1199 appare quale Rettoria sotto la congregazione della “Pieve di Santa Maria di Bodruncio o Abrenunzio” ed era dedicata dapprima ai Santi Cosma e Damiano, poi a San Giovanni Battista. Di certo diviene l'unica chiesa di riferimento del territorio dalla metà del '400 con la soppressione della Pieve. Orientata canonicamente da ovest ad est è testimoniata anche durante la pestilenza del 1630 con annesso cimitero. La chiesa è raffigurata infatti in un disegno eseguito nel 1688 dal perito Pellegrino Malagoli insieme al maestoso campanile. Nel piazzale posto davanti alla chiesa si tenevano le pubbliche adunanze, come quella del 21 settembre 1310 nella quale gli Amministratori Comunali dettero Ravarino a Bologna. 
Da segnalare la balconata con organo e un fonte battesimale in marmo datato 1464, così come dello stesso secolo sono le murature esterne e l’originaria torre campanaria a pianta quadrangolare. Il campaniele, sormontato da una cuspide conica di schietta ispirazione ravennate che ne attestava la grande antichità, venne a crollare nel 1710 ma fu ricostruito nel 1862 sulle antiche fondamenta in simpatico stile campagnolo con accentuata e caratteristica atmosfera spirituale a spese dell’allora parroco don Costanzo Accorsi, protonario apostolico, lungo il lato sinistro (l’ubicazione primitiva era dietro l’abside). Vi è tuttora visibile una lapide in commemorazione della ricostruzione. Dal 1960 ha subito devastanti interventi che l’hanno deturpata. Gli interni riportano le decorazioni del pittore ravarinese Silvestro Bergamini. La pala dell'altare maggiore raffigura San Giovanni Battista nel deserto è di Giovanni Giaroli per volere del marchese Luigi Rangoni

#### Oratorio di San Rocco nuovo (Ravarino)

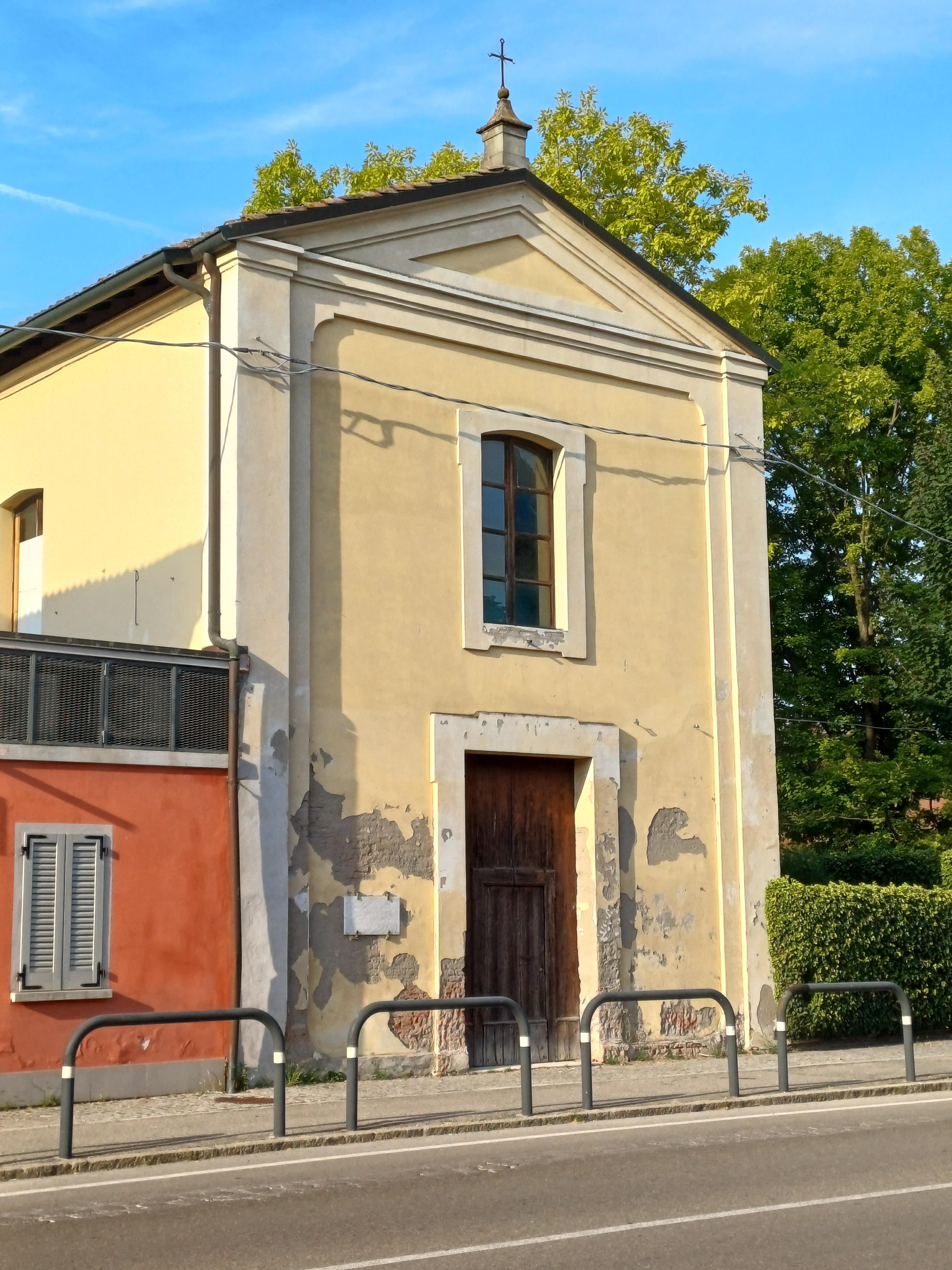
Oratorio S. Rocco Ravarino

In realtà un primo Oratorio di San Rocco fu eretto attorno al vecchio cimitero degli appestati nella primavera del 1631, come ex-voto per la fine della peste. L'edificio, posto a metà circa dell'attuale "Via San Rocco", cadde in disuso nel 1721. Ve ne fu edificato un secondo, nel 1760, questa volta sulla Strada Maestra, ben visibile ancora oggi ma attualmente chiuso al pubblico. Fu soggetto a restauro per il quale vi intervenne la famiglia Cavazzoni Pederzini, devotissima alla chiesa stessa, come testimonia una lapide posta dagli eredi di Antonio Pederzini nel 1815. Vi fu sepolto anche il celebre Fortunato Cavazzoni Pederzini. All'interno si conservava una prestigiosa pala d’altare di autore ignoto che raffigura la Madonna del Rosario in compagnia dei santi Rocco e Sebastiano che proteggono il paese di Ravarino con ancora visibili le mura, i torrioni e il palazzo Rangoni. La pala, recentemente restaurata, attualmente è in Municipio.

#### Oratorio della Beata Vergine di Fatima (Ravarino)
Si tratta di un oratorio sussidiario sorto attorno agli anni ’60.

#### Chiesa di San Martino in Cozzano (Ravarino)
Andata completamente distrutta durante l’assedio di Nonantola del 20 luglio 1643, è ricordata da Girolamo Tiraboschi in “Storia dell’Augusta badia di San Silvestro di Nonantola” del 1784. Quello che oggi rimane è un pilastro sormontato da una croce che si trova nei pressi della fontana della località Ca’ Rossa 

### Architetture civili

#### Municipio o Palazzo comunale

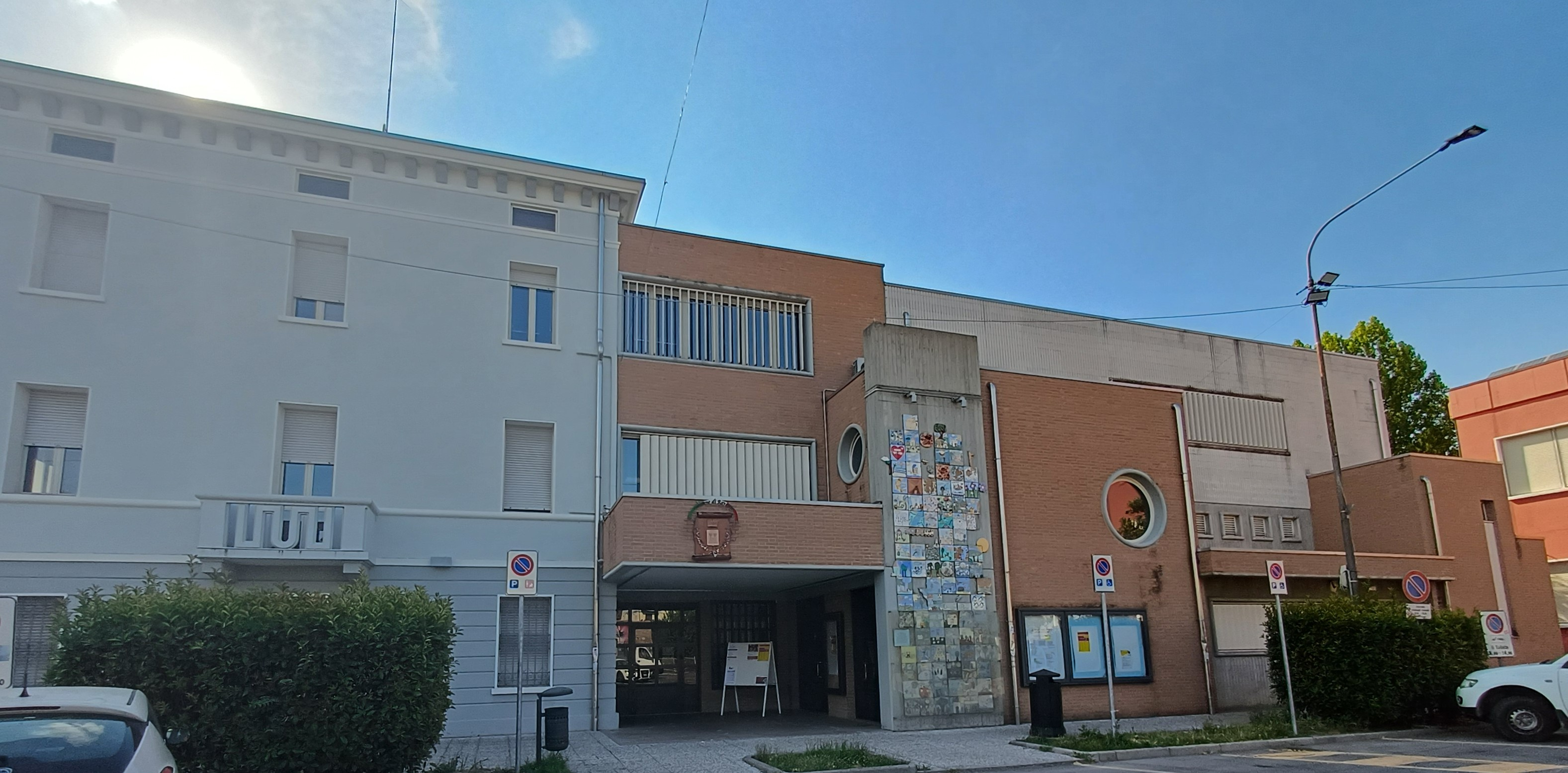
Sede del Comune di Ravarino

Il primitivo palazzo comunale venne completamente raso al suolo durante la guerra di Castro nel 1643. Oggi quel poco che resta della parte delle fondamenta del vecchio palazzo comunale si possono oggi vedere nel tratto di parco che unisce Via Roma a Via Borgo Franco. Successivamente (1730) la sede comunale venne posta al “Canaletto”, in una casa vicino al canale che costeggia il paese sul lato sud e poco distante dal mulino, vicino al “ponte dei Serafini” , Dopo l’unità d’Italia la sede comunale fu dapprima ospitata provvisoriamente nella casa del signor Guandalini Pederzini Achille e poi in quella che è l’attuale sede, edificata agli inizi degli anni '30 ed inaugurata nel 1934. 
Il Comune conserva i cimeli di pregio del territorio, come una vasta collezione di strumenti di artigianato locale, al secondo piano il Fondo librario “Cavazzoni Pederzini” e l’archivio storico, mentre al terzo piano è l’Antiquarium dedicato al maestro Bruno Lodi (1921-2021) con svariati reperti archeologici.
All’interno del complesso ha sede anche la Scuola Secondaria I grado di Ravarino.

#### Villa Bonasi Benucci
Maestoso complesso di abitato della prima metà dell’800 che sorge sulla riva destra del fiume Panaro, in quella che veniva definita “la riviera”, un’elegantissima successione di ville gentilizie un tempo raggiungibili per via fluviale. Composto da quattro edifici distinti: villa padronale, l’ex casa colonica, la serra e l’oratorio. Lesionata dal sisma del maggio 2012 è tuttora in restauro.

##### Il Palazzo di Donna Clarina
Oggi abitazione privata, è la tipica corte chiusa sul lato orientale opposto al fiume Panaro con palazzo padronale al centro e fabbriche ai lati dove in passato si trovavano scuderie ed abitazioni della servitù. Nel 1612 era chiamato “Palatio del Conte Claudio Rangoni Vescovo di Reggio”, dal quale lo ereditò, nel 1621, il fratello Conte Gherardo Rangoni, feudatario di Ravarino. Da qui l'altro suo nome “Palazzo del Vescovo”. Dal 1663 diventa il “Casino del Conte Lotario”. Nel 1700 passa in eredità a Donna Clarina Rangoni (della medesima famiglia), che vi abitò fino alla morte avvenuta nel 1744, che fu poetessa, faceva parte dell'Accademia degli Arcadi e andò in sposa a Giambattista Castellano, ciambellano e consigliere dell'imperatore Leopoldo I d'Asburgo, già commissario con pieni poteri amministratore del Ducato di Mantova. Particolarmente pittoresca è la torre (sec. XVI) che s’innalza alla sinistra del caseggiato.

##### Lastra ai fucilati del 16 Agosto a Ravarino
In Piazza oggi denominata "Martiri della Libertà", n. 99, è una lapide in marmo bianco che ricorda le vittime di una terribile rappresaglia nazi-fascista. Il 16 agosto 1944, un funzionario fascista si ferì accidentalmente al piede con un colpo della propria rivoltella e denunciò di essere stato vittima di un tradimento. L’episodio avvenne nello stesso giorno in cui altri partigiani uccisero il console della Milizia della RSI Filiberto Nannini. I fascisti della zona reagirono coinvolgendo la Brigata Nera di Crevalcore. Ci fu un rastrellamento nel piccolo borgo di Case Nuove. Tutti i maschi (una ventina di uomini) del borgo furono portati nella piazza centrale di Ravarino, e cinque di loro scelti a caso, dopo un processo sommario, finirono davanti al plotone d'esecuzione: Belisle Borsari, Mario Morselli, Elio Barbieri, Giuseppe Benatti e il giovane diciottenne Lauro "Achille" Bertelli. Sotto alla lapide è una piccola targa con una poesia di Kriton Athanasulis, sulla lapide i nomi dei caduti.

##### Monumento ai Paracadutisti d'Italia in memoria dell'operazione Herring
Il 2 giugno 2017 è stato inaugurato a Ravarino il monumento ai Paracadutisti d'Italia in memoria dell'operazione Herring, nella quale fu coinvolto anche Ravarino

## Società

### Evoluzione demografica
Abitanti censiti

### Tradizioni e folclore
Ravarino è considerata una delle patrie dell'aceto balsamico, in quanto, nell'archivio della famiglia Cavazzoni-Pederzini di proprietà del Comune, vi si trova una delle ricette originali in una lettera datata 2 marzo 1862, da parte di Francesco Aggazzotti, avvocato formiginese e personaggio di spicco dell’ambiente modenese, con la passione dell’enologia e dell’agronomia, indirizzata all’amico e collega di Spilamberto Pio Fabriani.

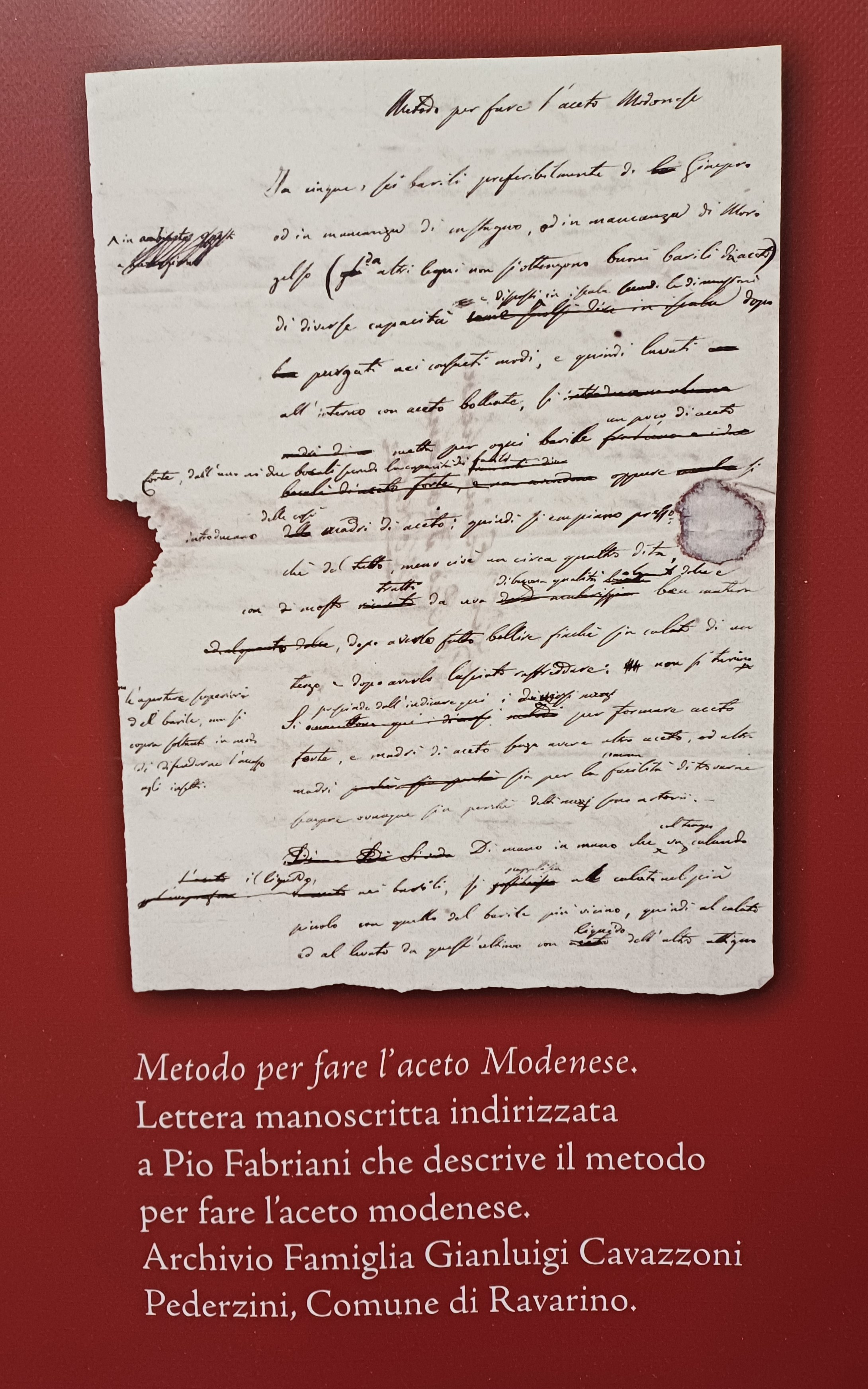
Copia della lettera "per fare l'aceto modenese", particolare dal totem del Comune di Ravarino

### Musica
Ravarino diede i natali alla cantante Carmen Villani. Molto legata a Ravarino è anche Caterina Caselli, mentre Vinicio Capossela cita Ravarino nella canzone "Che coss'è l'amor", pubblicata nel 1994 nell'album "Se i gabbiani uscissero di galera", in cui si fa riferimento al personaggio di Estèr di Ravarino, coinvolta in una bisca clandestina.

## Ricorrenze, feste e fiere
Nell'ambito del giugno Ravarinese, mese con diversi spettacoli ed eventi, si segnalano:
- 13 giugno: sagra di sant'Antonio di Padova a Ravarino
- 24 giugno: sagra di san Giovanni Battista a Rami
- 1º maggio: Calendimaggio, festa in tema medievale
- 8 settembre: sagra del santuario della Beata Vergine delle Grazie di Stuffione.
- mese di marzo: "Non TemiAMO la Matematica”, rassegna che promuove la cultura scientifica attraverso incontri pubblici e conferenze divulgative a cui hanno partecipato personalità come Piergiorgio Odifreddi e Bruno D'Amore (nel 2025 è stata la 13. edizione) [78][79]

## Cultura

### Istruzione

#### Biblioteche e musei

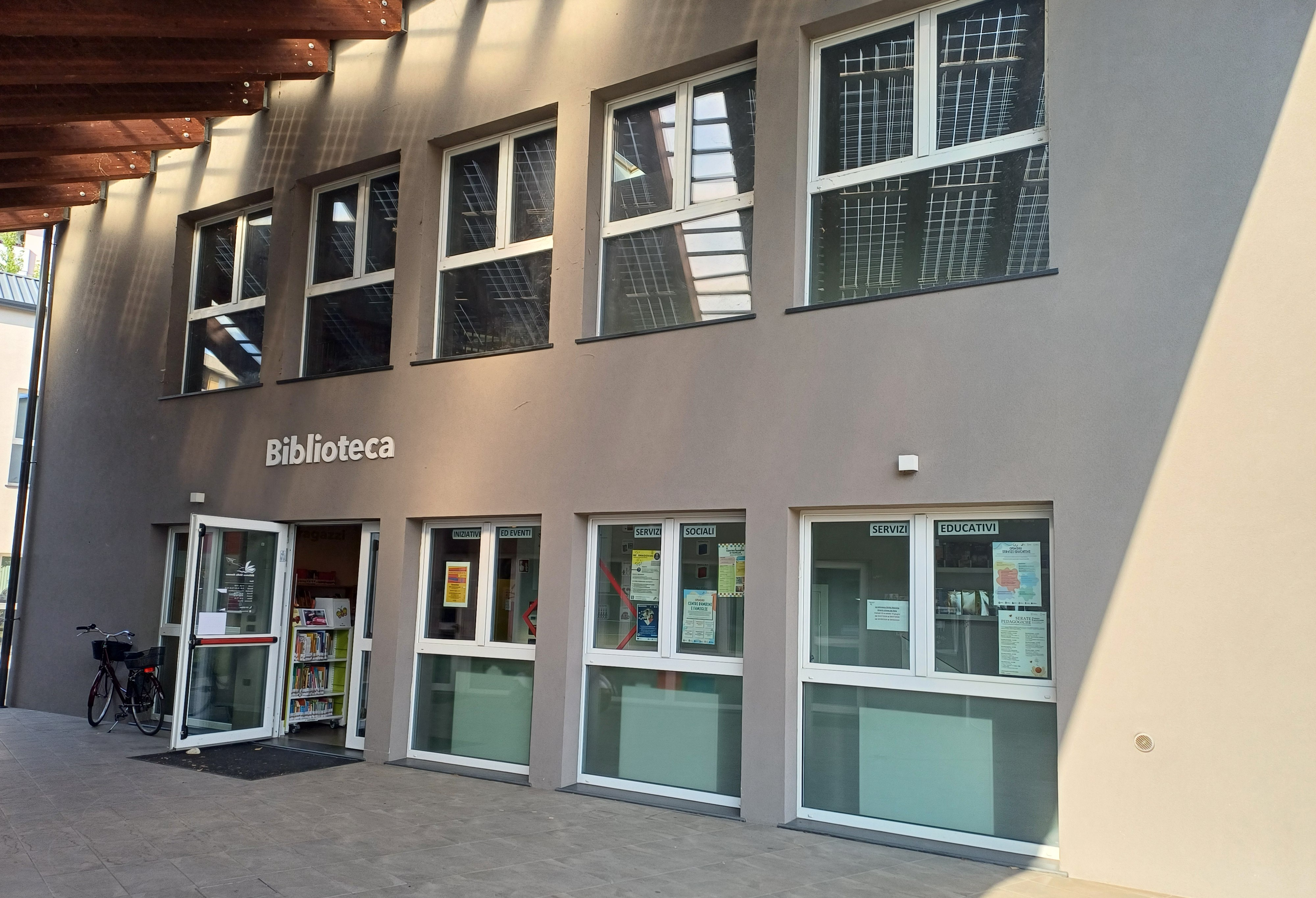
Biblioteca comunale di Ravarino "Sibilla Aleramo"

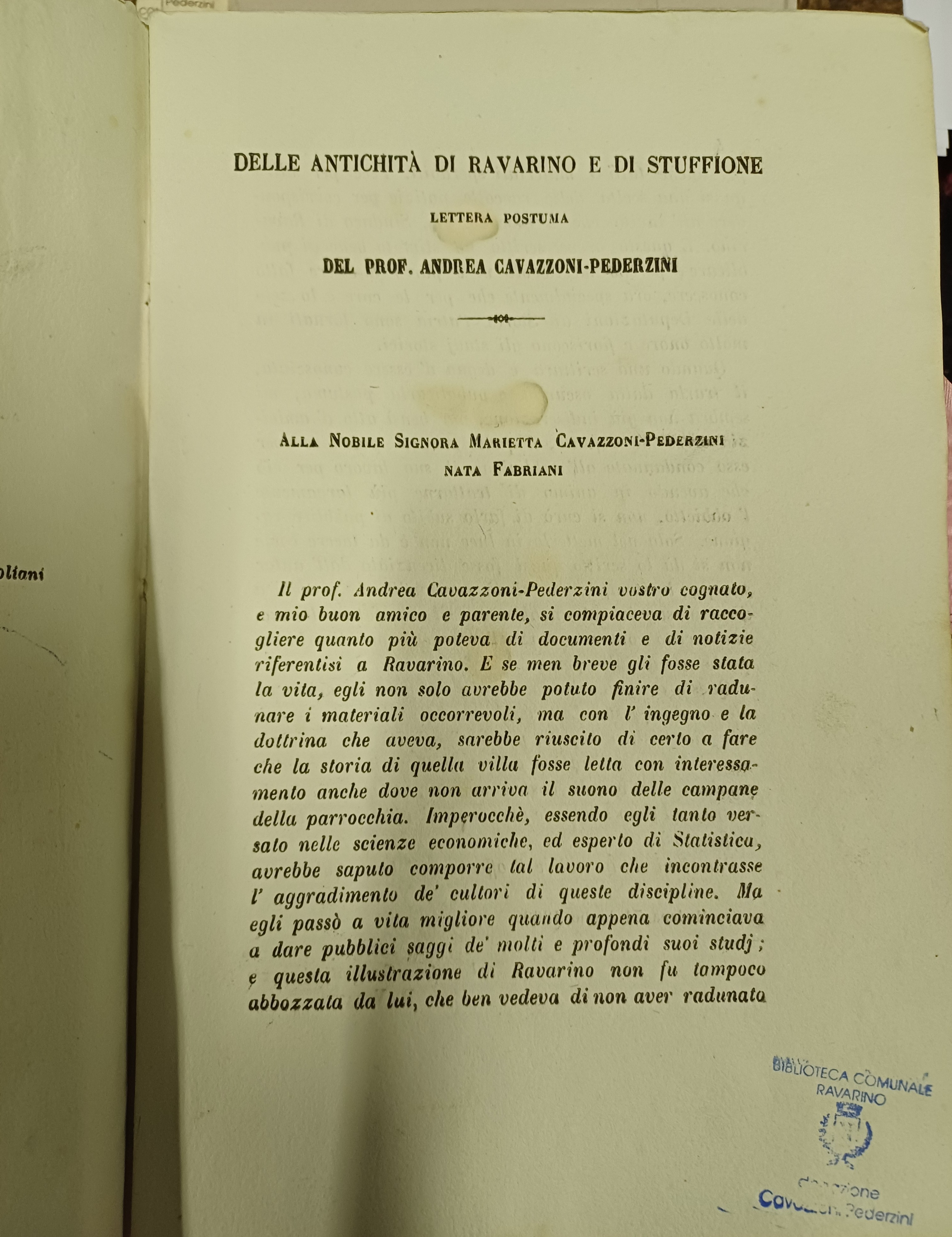
Fortunato Cavazzoni Pederzini, Delle antichità di Ravarino (1860)

- Biblioteca comunale Sibilla Aleramo, con il fondo storico Fortunato Cavazzoni Pederzini[80][81][82][83][84]
- Archivio privato Famiglia Cavazzoni Pederzini.[85][86]
- Museo - Antiquarium comunale e mostra storico-didattica "Bruno Lodi", che raccoglie reperti archeologici del territorio ravarinense come frammenti di suppellettili, vasi, oggetti in metallo, lucerne[87].

Accanto all’edificio della biblioteca comunale è attualmente in allestimento un centro espositivo permanente in collaborazione con l’Università di Modena.

#### Scuole
Scuola Primaria "Michelangelo Buonarroti"
Scuola Secondaria di 1°grado "Tina Anselmi"

#### Teatri
Teatro "Arcadia"

### Economia

#### Settore tessile
Principale caratteristica del territorio di Ravarino è il settore tessile legato all’abbigliamento. Le prime testimonianze risalgono al 1629 quando il Comune pone dei dazi circa la bachicoltura. Storicamente la zona è nota per la lavorazione della paviera (un'erba palustre) con la confezione di sporte e stuoie. Per quanto riguarda l'artigianato, Ravarino è rinomato soprattutto per i laboratori di intrecciatori di vimini e di giunchi.
Come per i comuni vicinanti si segnala il tipico modello della piccola e media impresa con “capannoni” industriali. La presenza di stabilimenti industriali e artigianali sono concentrati nei quartieri di Rama e Cantone. 
In periferia del paese si trova la sede operativa del marchio di abbigliamento Stone Island. 

#### Settore eno-gastronomico
Ravarino è una delle patrie dell’aceto balsamico e custodisce un’acetaia storica. Nelle zone è anche la produzione del lambrusco.
Ravarino diede altresì i natali all'imprenditore eno-gastronomico Telesforo Fini fondatore dell'omonimo Gruppo Fini di conserve e prodotti alimentari, che venne fondato a Ravarino nel 1973.

## Infrastrutture e trasporti

### Strade
Il comune è attraversato dalla Strade provinciali della provincia di Modena SP 1 Sorbarese che entra in città da est, con il nome di via Morotorto, per poi continuare nel centro cittadino come via Roma e, dopo la rotonda, come via Maestra.

### Mobilità urbana
Il territorio urbano è servito da SETA del Bacino provinciale di Modena.

### Amministrazione
| Periodo        | Periodo        | Primo cittadino   | Partito                      | Carica  | Note   |
| -------------- | -------------- | ----------------- | ---------------------------- | ------- | ------ |
| 12 maggio 1985 | 12 giugno 1999 | Athos Ponzoni     | PCI, PDS                     | Sindaco | [ 90 ] |
| 13 giugno 1999 | 6 giugno 2009  | Massimo Lenzi     | Democratici di Sinistra      | Sindaco | [ 90 ] |
| 7 giugno 2009  | 25 maggio 2014 | Mario Gatti       | lista civica Per Ravarino    | Sindaco | [ 90 ] |
| 26 maggio 2014 | in carica      | Maurizia Rebecchi | centro-sinistra Per Ravarino | Sindaco | [ 91 ] |